# Igreja Paroquial do Divino Espírito Santo da Vila Nova

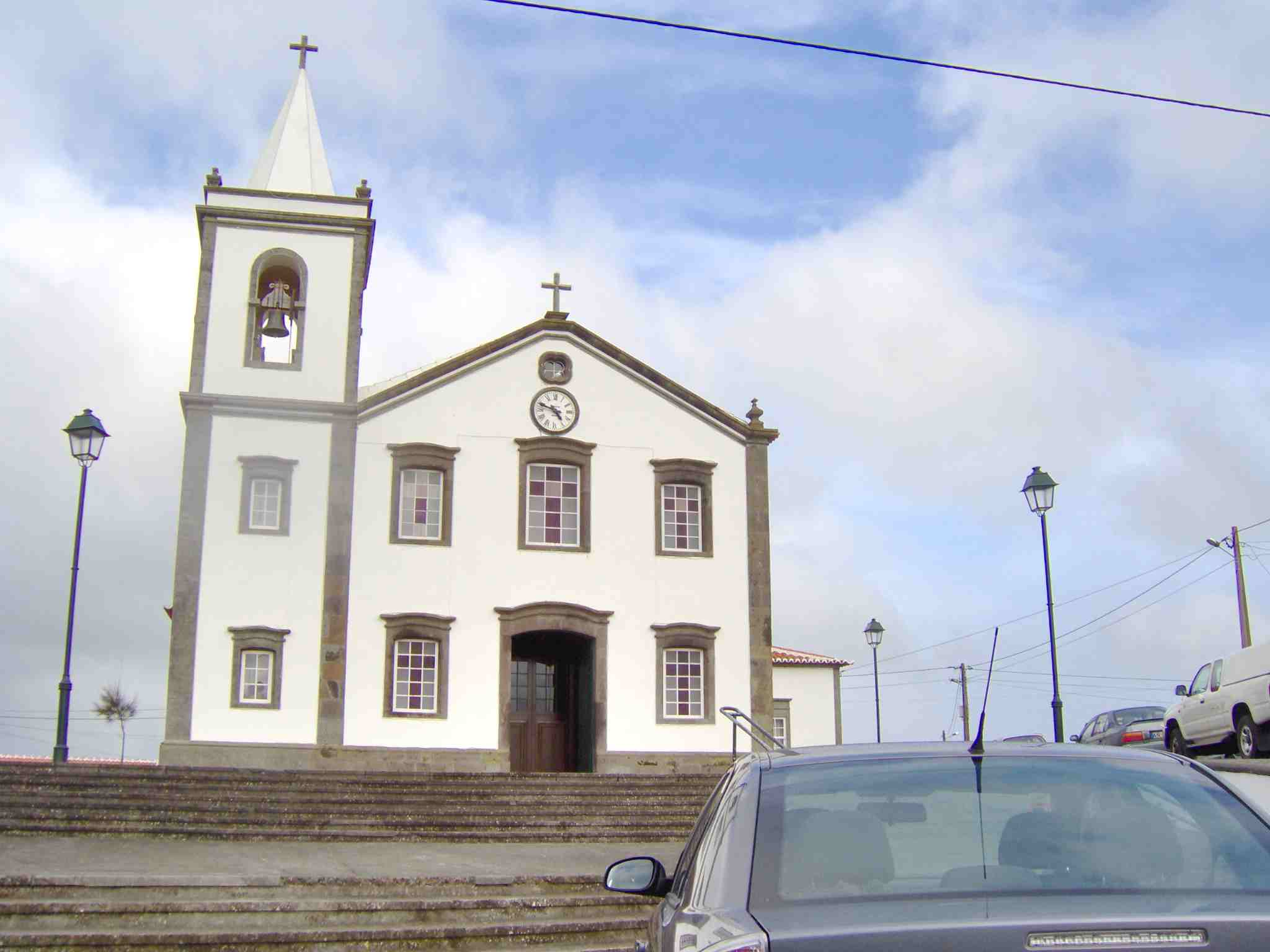
Igreja paroquial da Vila Nova, fachada.

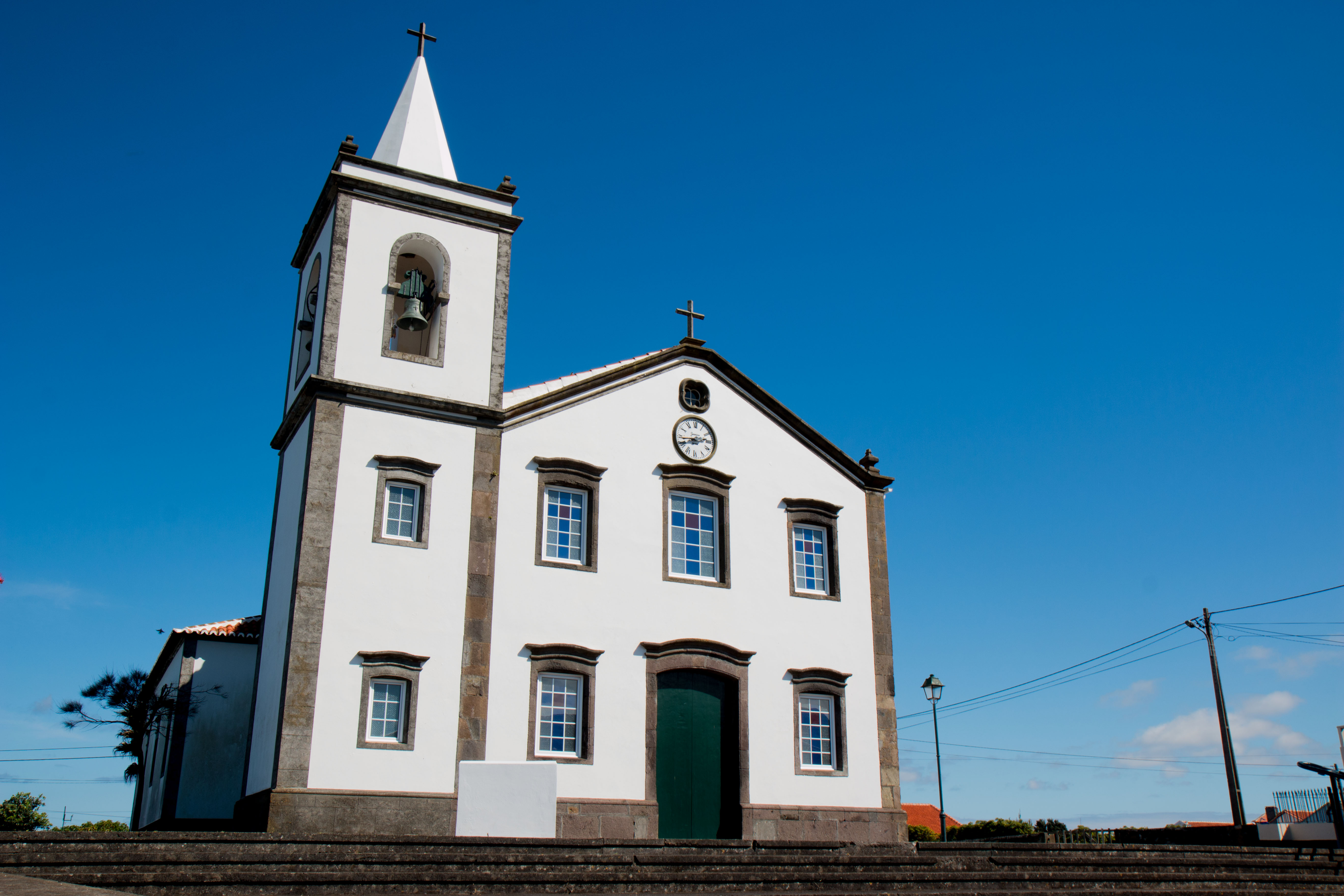
Igreja Paroquial da Vila Nova

A Igreja Paroquial do Divino Espírito Santo localiza-se na freguesia da Vila Nova, concelho da Praia da Vitória, na ilha Terceira, nos Açores.

## História
O primitivo templo desta freguesia data do século XVI. Ao longo dos séculos, dada a necessidade de reparos e o aumento da população, impôs-se a construção de um novo templo, o que se materializou no último quartel do século XIX, vindo este a ser consagrado em 1882.
Este, por sua vez, foi presa de um violento incêndio em 1958, vindo a ser reedificado em 1961.
Do primitivo templo do século XVI resta apenas a pedra do degrau que separa a capela-mor do corpo da igreja.

## Características
No seu interior encontramos a capela-mor que apresenta o retábulo, lavrado em cedro do Brasil, feito em oficina bracarense. Do templo original podemos encontrar a pedra do degrau que separa a capela-mor do corpo da igreja. No topo do altar-mor encontram-se as imagens de Cristo, ladeada pelas da Virgem Imaculada e S. José, do século XVIII, com o Sacrário abaixo. Existem ainda 4 capelas laterais, consagradas: ao Coração de Jesus, entre as de S. João Baptista e de S. Sebastião; e Santo
António a meio das de S. João de Deus e S. João de Brito da banda do Evangelho. E, do lado da Epístola, a de Nossa Senhora de Fátima, com as de Santa Teresinha do Menino Jesus e Santa Maria Goretti; Senhor dos Passos, mais as de S. Pedro e S. Francisco de Assis, além de um Cristo jacente no altar.
Encontra-se ainda nesta igreja um espólio considerável de alfaias e paramentos litúrgicos, de onde se pode destacar a pontifical de cor branca do século XVIII e o relicário do Santo Lenho.
A sua construção distante do centro da freguesia está relacionada ao facto de numa fase inicial servir as populações da Vila Nova e Agualva quando ambas constituíam uma só povoação.
Este templo possui quatro capelas laterais e, no seu interior, peças de arte sacra grande valor tais como um pontifical de cor branca do século XVIII e o relicário do Santo Lenho. Destaca-se ainda um acervo de imagens religiosas dedicadas à evocação do Divino Espírito Santo que datam do século XVI e do século XVIII.